# 聊天机器人列表
聊天机器人是基于文本的对话代理，可以通过某种媒介（例如即时消息服务）与人类用户进行交互。 一些聊天机器人是为特定目的而设计的，而另一些聊天机器人则与人类用户就广泛的主题进行对话。

## 通用聊天机器人列表
- ChatGPT (OpenAI 聊天机器人)，2022年12月，ChatGPT plus 基于GPT-4。 输入可以是多模态（文字或图像，有OCR功能）。[2]
- 微软Copilot (微软聊天机器人)，2023年，基于GPT-4。 输入输出可以是多模态（文字或图像，有OCR功能）。
- Claude (Anthropic 聊天机器人)，2023年.
- Gemini(Google 聊天机器人)，2023年
- Grok，2023年
- 文心一言，2023年，输入可以是多模态（文字或图像，有OCR功能），输出仍是单模态（文字）。[3]
- 通义千问，2023年9月13日 [4]
- Poe (Quora 聊天机器人)，2023年 [5]
- Mistral AI，2023年
- Character.ai(虚拟角色 聊天机器人)，2022年9月
- Visual ChatGPT Online[6]，Visual ChatGPT 连接 ChatGPT和一系列 Visual Foundation模型，以实现在聊天期间发送和接收图像。
- Perplexity [7]
- NExT-GPT(新加坡国立大学 多模态聊天机器人) [8][9]，2023年。 输入和输出是多模态（文字，图像，音频和视频）。
- 智谱AI基础模型MaaS平台 （页面存档备份，存于）[10]
- Kimi (聊天机器人)，2023年
- DeepSeek，2025年
- 腾讯元宝，2024年
- 豆包(聊天机器人)，2023年

## 医疗聊天机器人列表
- med-palm (Google 医疗聊天机器人)[11]
- 讯飞晓医